# 巴林國家體育場
巴林國家體育場（阿拉伯语：‎）是位於巴林東里法的國家體育場，可容納24000人。它興建於1982年。
體育場在2012年12月為第21屆阿拉伯海灣盃進行了翻新。